# Gewone stippelkorst
Gewone stippelkorst (Verrucaria nigrescens) is een korstmossoort uit de familie Verrucariaceae. Hij werd wetenschappelijk beschreven en voor het eerste geldig gepubliceerd door Christiaan Hendrik Persoon in 1795.

## Determinatie
Gewone stippelkorst produceert een zeer donkerbruin thallus met areolen (gebarsten vlakjes) die op het substraat liggen. Peritheciën zijn zelden opvallend aanwezig.
Hij lijkt op de dikkere bruine stippelkorst (Verrucaria macrostoma), die sorediën in de spleten tussen de areolen heeft en duidelijke peritheciën heeft.

## Ecologie
Gewone stippelkorst groeit enkel als epiliet. Het is een pionier op kalkhoudende steen.

### Syntaxonomie
In de syntaxonomie staat gewone stippelkorst te boek als kensoort voor de klasse van stippelkorsten en achterlichtmossen.

## Verspreiding
In Nederland komt hij vrij algemeen voor. Hij is niet bedreigd en staat niet op de rode lijst.